# SkyWest Airlines
SkyWest Airlines — регіональна авіакомпанія США зі штаб-квартирою в місті Сент-Джордж (Юта), один з двох регіональних авіаперевізників холдингу SkyWest, Inc.
Компанія SkyWest Airlines має власну маршрутну мережу, що з'єднує 154 міста в 43 штатах США, Канаді і Мексиці. Авіакомпанія працює під торговими марками United Express, Delta Connection і Midwest Connect великих авіаперевізників United Airlines, Delta Air Lines і Midwest Airlines відповідно. Регіональні авіакомпанії SkyWest Airlines і Atlantic Southeast Airlines, що входять в холдинг «SkyWest, Inc.», займають восьме місце в світі за кількістю літаків з загальним парком в 440 регіональних лайнерів.
Чисельність персоналу SkyWest Airlines становить понад 11.100 людина. Щодня авіакомпанія виконує близько 1.790 регулярних рейсів, з яких 65% припадає на рейси під брендом United Express, 31% — Delta Connection і 4% рейсів — під брендом Midwest Connect. Найбільшими транзитними аеропортами авіакомпанії є:
- Міжнародний аеропорт Солт-Лейк-Сіті: 243 вильоти в добу, рейси під брендами «Delta Connection» і «United Express»
- Міжнародний аеропорт О'Хара (Чикаго): 153 вильоти в добу, рейси під брендами «United Express» і «Delta Connection»
- Міжнародний аеропорт Лос-Анджелеса: 140 вильотів на добу, рейси під брендами «United Express» і «Delta Connection»
- Міжнародний аеропорт Денвера: 137 вильотів на добу, рейси під брендами «United Express» і «Delta Connection»
- Міжнародний аеропорт Сан-Франциско: 117 вильотів на добу, рейси під брендами «United Express» і «Delta Connection»
- Міжнародний аеропорт імені генерала Мітчелла (Мілвокі): 77 вильотів на добу, рейси під брендами «Midwest Connect», «Delta Connection» і «United Express»
- Міжнародний аеропорт Портленд: 23 вильоту в добу, рейси під брендами «United Express» і «Delta Connection»
- Міжнародний аеропорт Канзас-Сіті: 12 вильотів на добу, рейси під брендами «Midwest Connect», «Delta Connection» і «United Express»

## Історія
У 1972 році юрист з міста Сент-Джордж (Юта) Ральф Аткін (англ. Ralph Atkin), незадоволений слабким розвитком маршрутних мереж місцевих авіаперевезень, придбав невелику авіакомпанію Dixie Airlines, пізніше змінивши її назву на SkyWest Airlines. Компанія розвивалася невеликими темпами на території західної частини США, а після поглинання в 1984 році іншого перевізника Sun Aire Lines та акціонування в 1986 році почався бурхливий ріст маршрутної мережі перевезень і збільшення парку повітряних суден, після чого авіакомпанія в 1988 році зайняла 11-е місце в списку найбільших регіональних авіаперевізників країни.
У 1985 році SkyWest Airlines уклала код-шерінговий договір з авіакомпанією Western Airlines з перевезення пасажирів з невеликих населених пунктів в хаб Міжнародного аеропорту Солт-Лейк-Сіті. Після придбання Western Airlines авіакомпанія Delta Air Lines код-шерінг був укладений з Дельтою. У 1995 році SkyWest Airlines підписала аналогічний партнерський договір з авіакомпанією Continental Airlines на перевезення пасажирів з Міжнародного аеропорту Лос-Анджелеса, проте через два роки договір був розірваний Континенталами з причини початку співпраці SkyWest Airlines з її прямим конкурентом — авіакомпанія United Airlines. Під брендом United Express почалися польоти з аеропортів Лос-Анджелеса, Сан-Франциско, Денвера і в кінці 1990-х років SkyWest стала найбільшим регіональним авіаперевізником, які працюють в цих аеропортах. Співпраця з Continental Airlines відновилося в 2003 році і було знову припинено в червні 2005 року.
У понеділок 15 серпня 2005 року авіакомпанія Delta Air Lines оголосила про продаж регіонала Atlantic Southeast Airlines новоутвореного холдингу SkyWest Inc. за 425 мільйонів доларів США готівкою, а в четвер 8 вересня 2005 року холдинг підтвердив факт завершення цієї угоди. В даний час холдинг двох авіакомпаній є найбільшим регіональним авіаперевізником у Сполучених Штатах.

## Флот

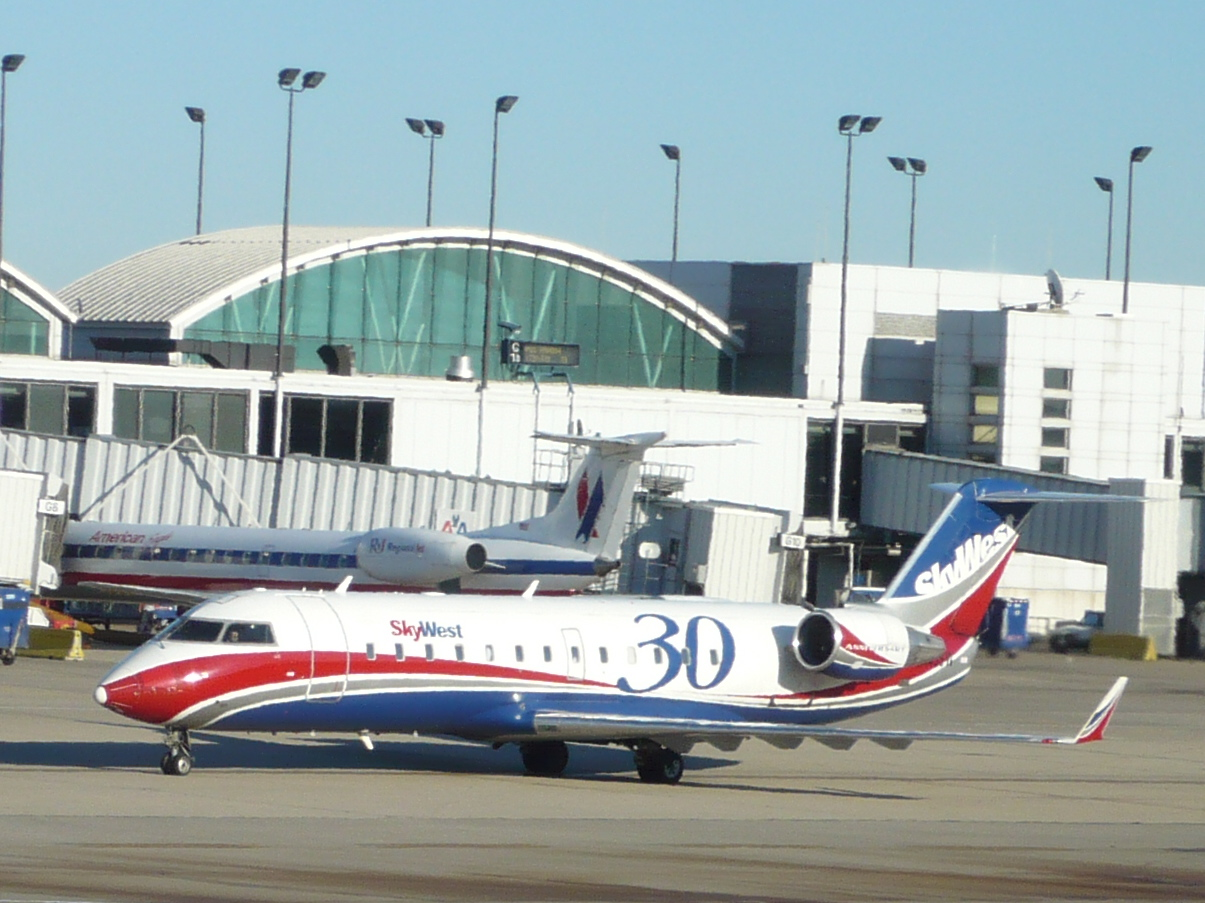
CRJ-200 авіакомпанії SkyWest в Міжнародному аеропорту О'Хара (Чикаго)

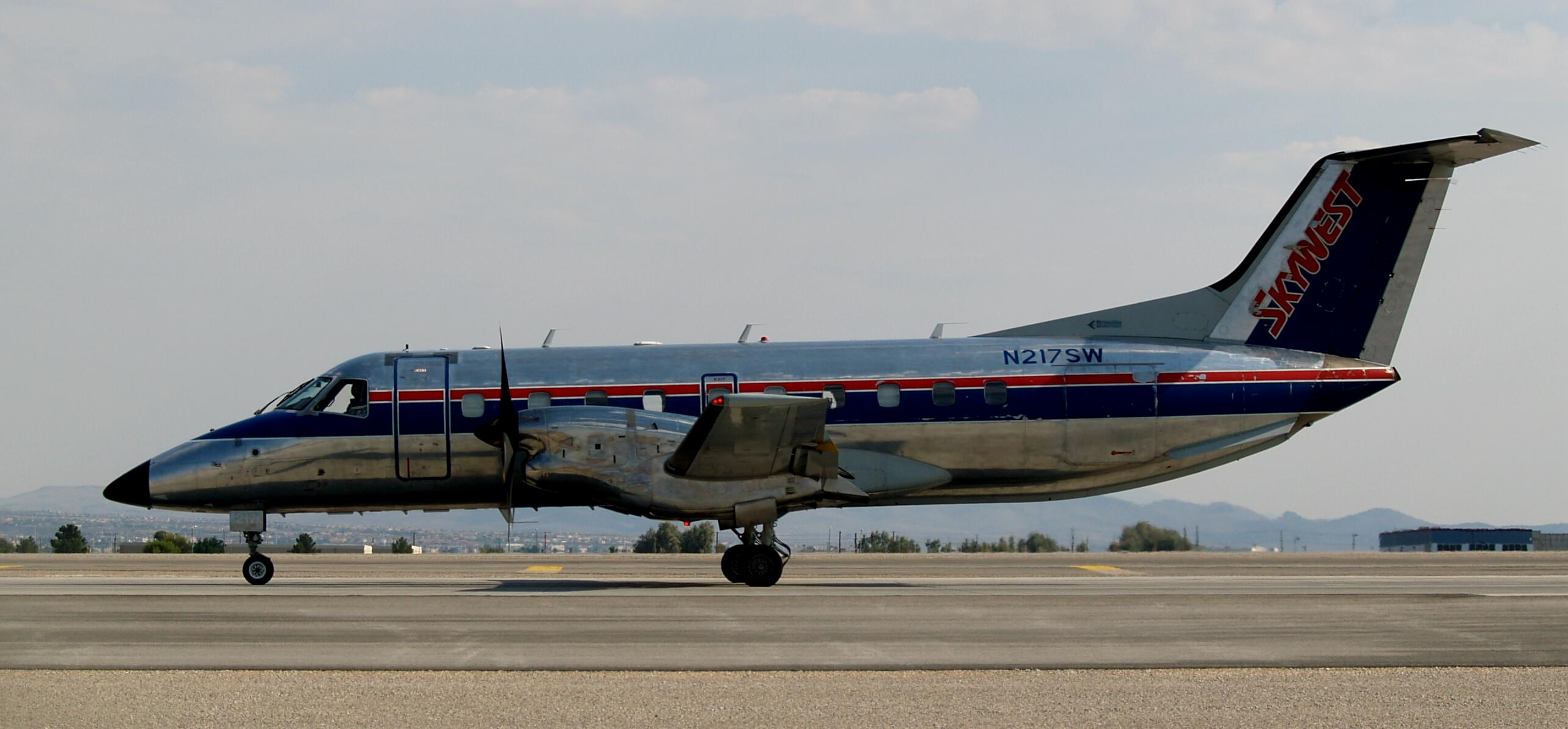
Embraer EMB 120 Brasilia в лівреї SkyWest

Станом на грудень 2009 року авіакомпанія SkyWest Airlines експлуатувала повітряний флот з 289 літаків:
| Тип літака                       | Кількість | Кількість місць                     | Використання |
| -------------------------------- | --------- | ----------------------------------- | --- |
| Embraer EMB 120ER Brasilia       | 52        | 30                                  | 29 літаків працюють під брендом United Express 21 — на власних маршрутах 2 — замовлено                                                                                              |
| Bombardier CRJ200 (конфігурації) | 135       | 50                                  | 65 літаків працюють під брендом United Express 47 — під брендом Delta Connection 10 під торговою маркою дискаунтера AirTran Airways 7 літаків використовуються на власних маршрутах |
| Bombardier CRJ700                | 78        | 6 перший + 60 економ або 70 економ. | 65 літаків працюють під брендом United Express 13 літаків — під торговою маркою Delta Connection                                                                                    |
| Bombardier CRJ900                | 2         | 9 перший + 67 економ.               | всі літаки працюють під брендом Delta Connection |

## Інциденти та нещасні випадки
- 7 вересня 2008 року, рейс 6430 Лос-Анджелес (Каліфорнія)-Сан-Антоніо (Техас), Bombardier CRJ-700. Після посадки в аеропорту Сан-Антоніо викотився за межі злітно-посадкової смуги. За заявою представника аеропорту літак отримав серйозні пошкодження і залишався на закритій смузі протягом двох годин. З 52 пасажирів і 4 члени екіпажу на борту ніхто серйозно не постраждав[7][8].